# Labessière-Candeil
Labessière-Candeil település Franciaországban, Tarn megyében. Lakosainak száma 726 fő (2022. január 1.). Labessière-Candeil Busque, Cadalen, Graulhet, Lasgraisses, Montdragon, Peyrole és Sieurac községekkel határos.

## Népesség
A település népességének változása:
| Lakosok száma | 722  | 734  | 762  | 749  | 750  | 753  | 758  | 742  | 726  |
|               | 2013 | 2015 | 2016 | 2017 | 2018 | 2019 | 2020 | 2021 | 2022 |